# Антарктична медаль
Антарктична медаль — пам'ятна державна нагорода Королівства Норвегія.

## Історія
Антарктична медаль за своїм становищем відповідає Королівській медалі Заслуг, має з нею зовнішню схожість, за винятком прикріпленою до срібної стрічки планки з написом «АНТАРКТИКА». Медаль була заснована королем Олафом V 3 лютого 1960 року для нагородження 37 учасників, які повернулися з шостої антарктичної експедиції, що проходила в період з 1956 по 1960 роки.

## Опис
Медаль круглої форми з срібла з королівської геральдичною короною зверху.
На аверсі зображено профільний погрудний портрет короля Олафа V, що має по колу написи: «OLAV • V • NORGES • KONGE • ALT • FOR • NORGE •».
На реверсі — вінок з дубових гілок, чотири рази на хрест перевитий стрічкою. У краю медалі по колу напис «KONGENS FORTJENSTMEDALJE» (Королівська медаль Заслуг). У центрі медалі гравірується ім'я власника і рік вручення.
 Стрічка медалі шовкова, муарова, синього кольору з жовтою смужкою по центру. На стрічку прикріплена срібна планка з написом: «ANTARKTIS».